# 田心站
田心站是一个京广铁路和沪昆铁路上的铁路车站，有时被称为“田心老火车站”，位于湖南省株洲市田心，建于1937年，目前为四等站，总面积3963平方米:33，距北京西站1634公里，距丰台站1623公里，距广州站660公里，距上海站1160公里，距昆明站1530公里，邮政编码为412001。本站是湘黔线实际上的起点，但在客运运价里程表中，京广、沪昆交汇点只计株洲站。
该车站邻近广州铁路集团株洲机务段和南车株洲电力机车厂区，东侧为株洲北编组站，西侧有连接喻家坪工业站的专用线。田心II场位于报亭路田心路交叉口以西。

## 利用状况
田心站目前已不办理旅客乘降及行李、包裹托运，但仍办理整车、零担货物发到。1998年10月以前，田心站仍有广铁集团管内普通旅客列车停靠，但1998年10月1日起即通过不停车。
目前京广线下行旅客列车在进入株洲站前大多通过此站，而沪昆线下行的旅客列车在通过此站后即离开京广、沪昆共线区段，经原清水塘站（距株洲站11公里，站台现已不存，站房尚存）至十里冲站。

### 站线布置
| 东↑ |      | 站房                                     |  |
|     | 侧式 |                                          |  |
| 1道 |      | ← 到发线 →                               |  |
| Ⅱ道 |      | 0 （白马垅站）株洲客A线（株洲站）→       |  |
| Ⅲ道 |      | ←（白马垅站）京广铁路 上行客线（株洲站） |  |
|     | 岛式 |                                          |  |
| Ⅳ道 |      | ←（十里冲站）沪昆铁路 下行客线           |  |
| 5道 |      | ← 到发线 →                               |  |
| 6道 |      | ← 到发线 →                               |  |
| 西↓ |      | 洗煤厂                                   |  |

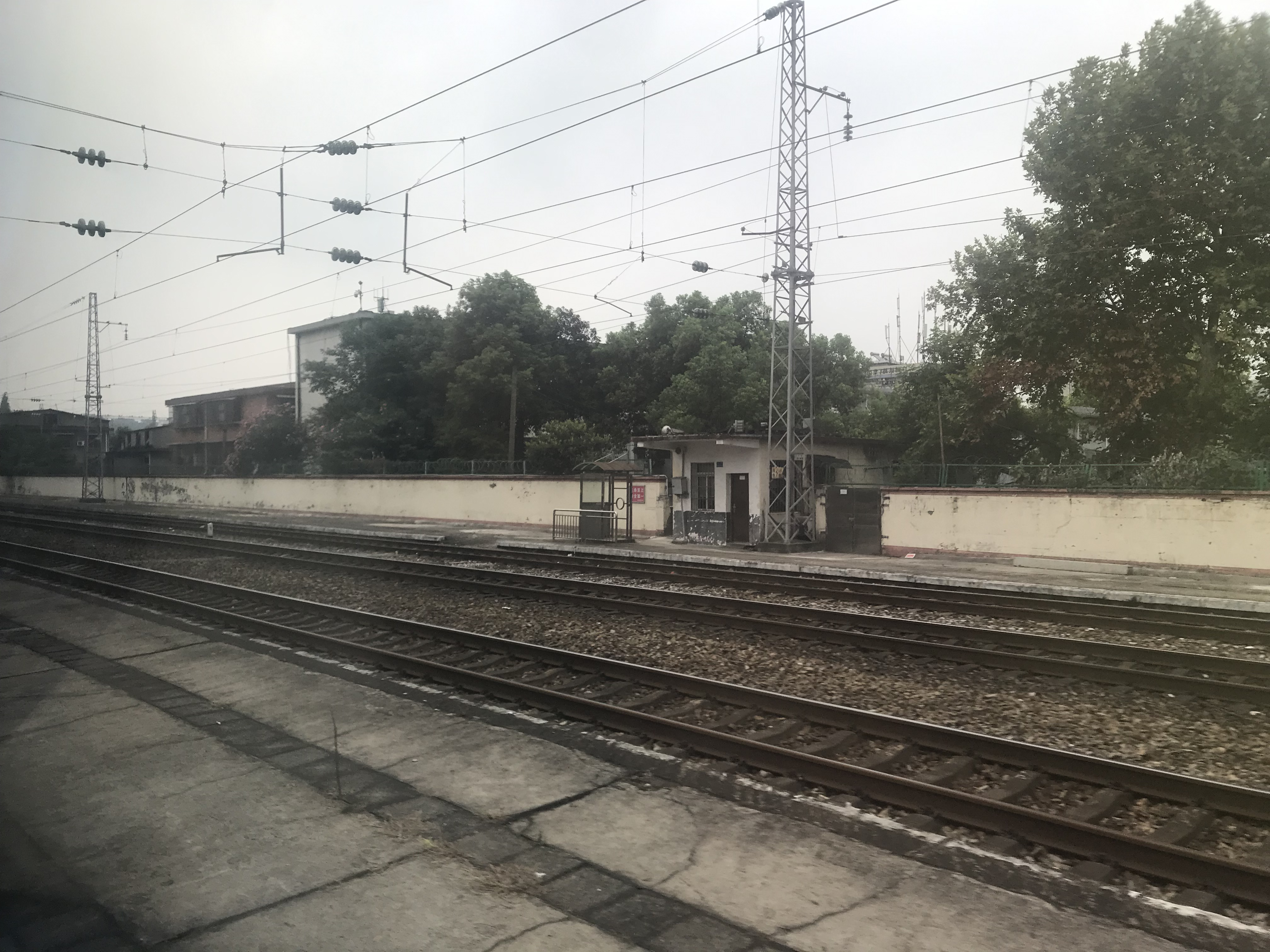
车站站台及岗亭
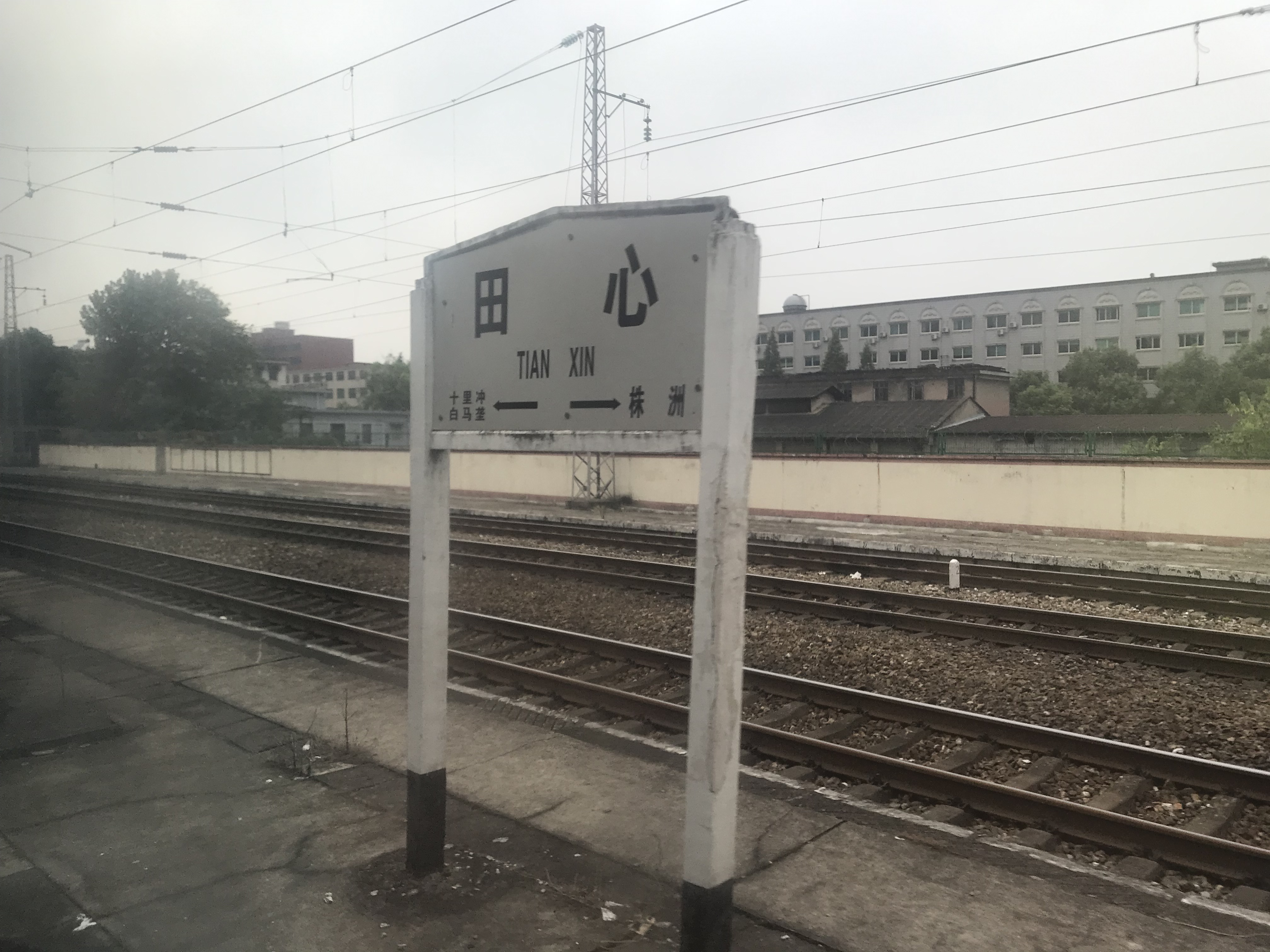
田心车站的站名牌，上行的白马垅站被标作“白马垄”
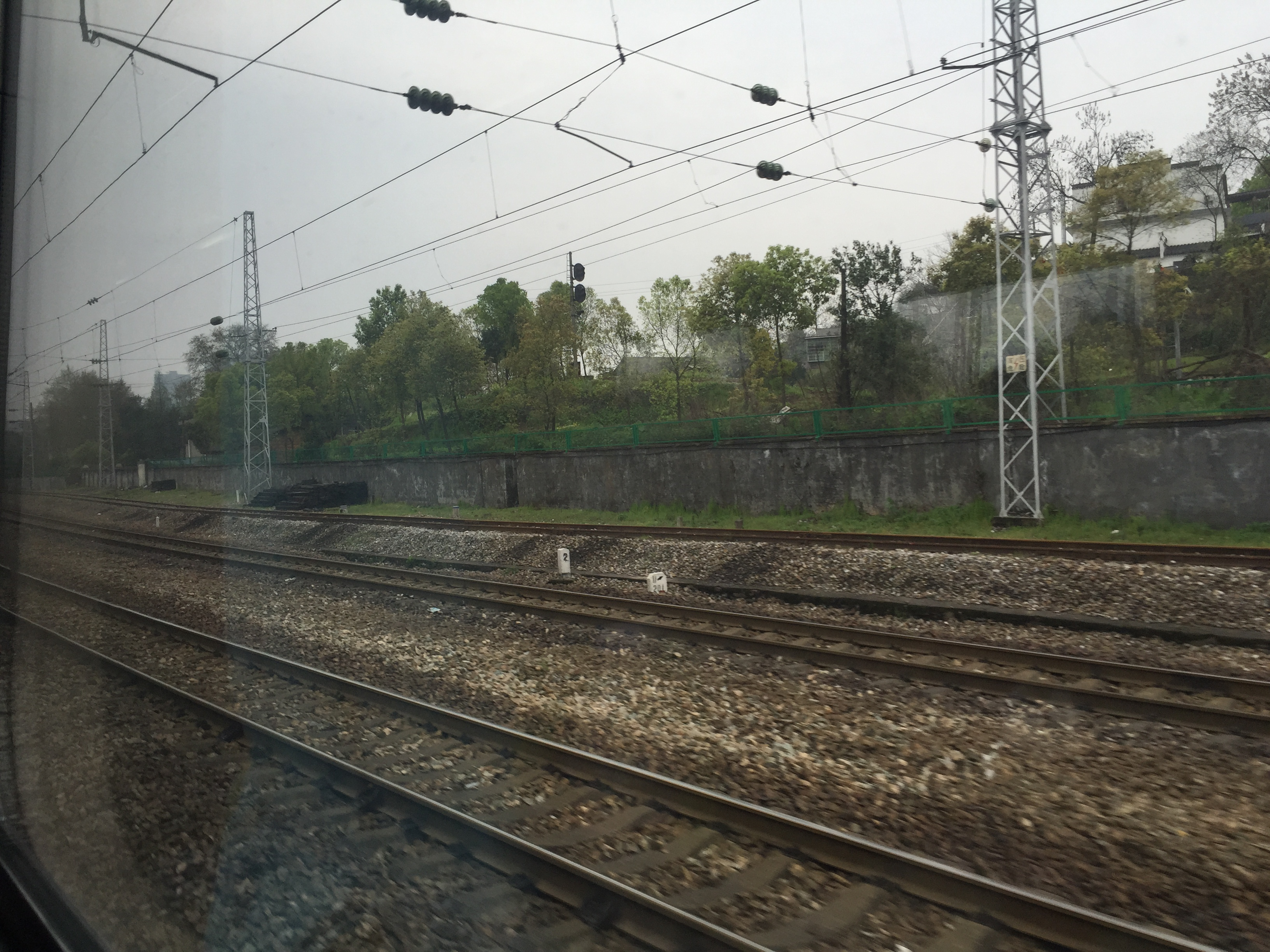
田心车站北侧的京广、沪昆交汇处
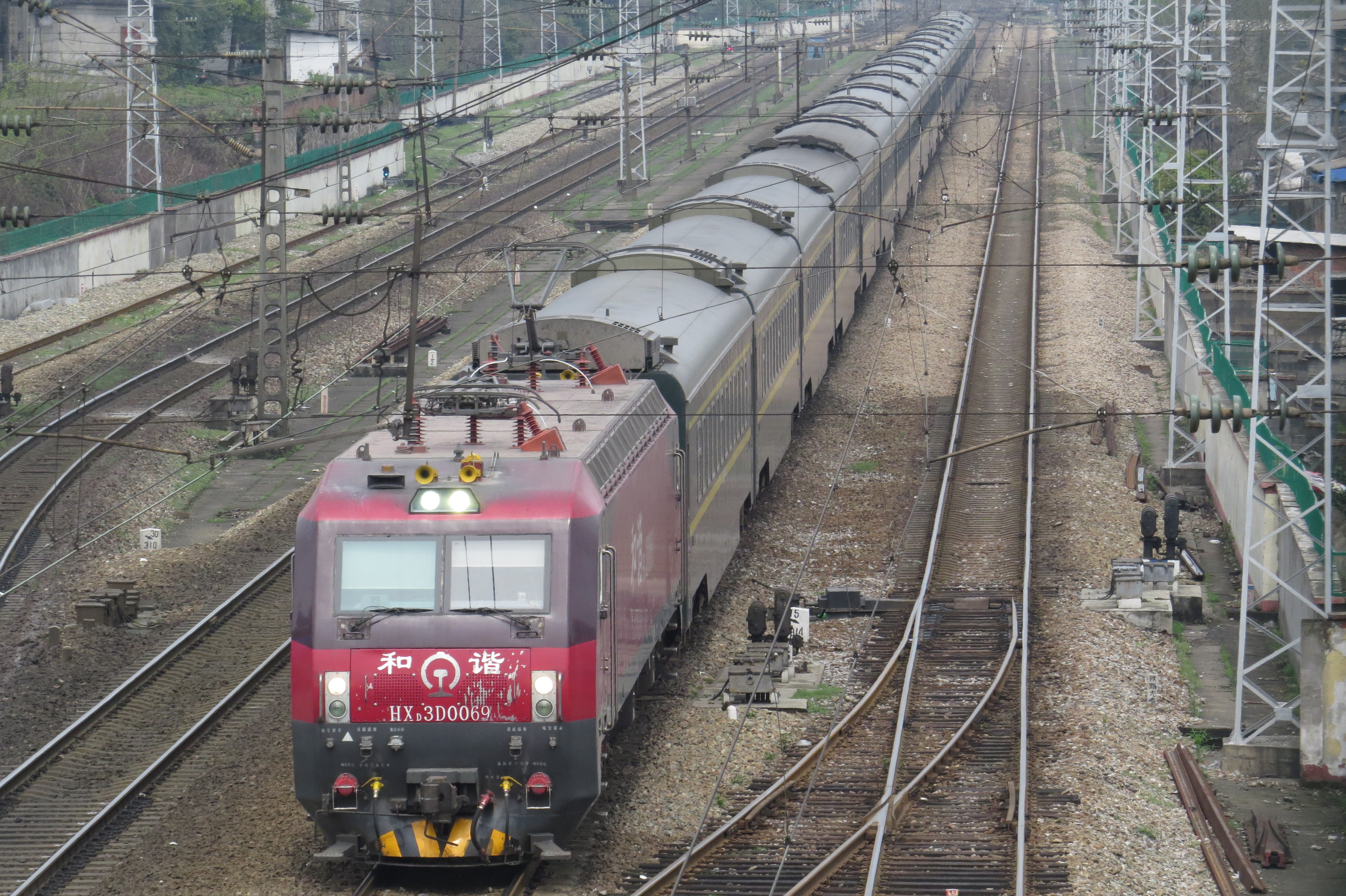
Z335次列车通过田心站（京广下行）
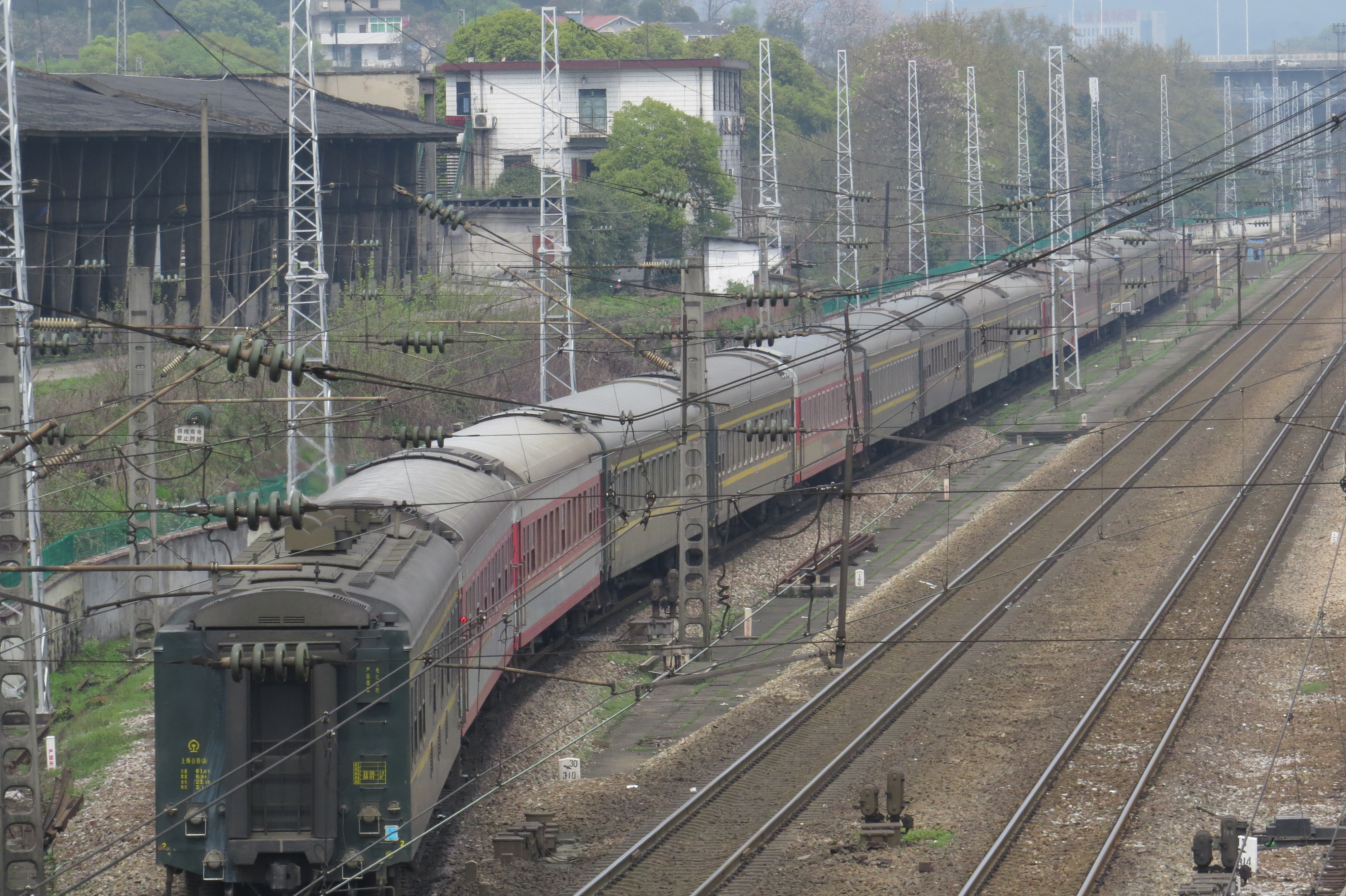
K723次列车通过田心站（沪昆下行）

### 1987年时停靠的车次[16]
- 数据截至1987年4月1日
- 由湘黔线上行前往长沙的508、512次列车在株洲换向，故需在田心站停靠两次

| 車次編號 | 列車等級 | 始發車站 | 始發時間 | 本車站 | 離站時間 | 終到車站 | 終到時間 | 剩餘行車時間 |
| -------- | -------- | -------- | -------- | ------ | -------- | -------- | -------- | ------------ |
| 506      | 客       | 邵阳     | 21:55    | 田心   | 4:34     | 株洲     | 4:45     | 0:11         |
| 512      | 客       | 怀化     | 16:20    | 田心   | 8:00     | 长沙     | 10:22    | 2:22         |
| 512      | 客       | 怀化     | 16:20    | 田心   | 8:37     | 长沙     | 10:22    | 1:45         |
| 505      | 客       | 长沙     | 10:27    | 田心   | 12:22    | 邵阳     | 20:35    | 8:13         |
| 508      | 客       | 邵阳     | 06:50    | 田心   | 14:55    | 长沙     | 17:00    | 2:05         |
| 511      | 客       | 长沙     | 12:36    | 田心   | 15:12    | 怀化     | 次日9:20 | 18:08        |
| 508      | 客       | 邵阳     | 06:50    | 田心   | 15:38    | 长沙     | 17:00    | 1:22         |
| 507      | 客       | 长沙     | 17:57    | 田心   | 20:11    | 邵阳     | 次日4:45 | 8:34         |

### 1997年时停靠的车次
- 数据截至1997年4月1日[17]

| 車次編號 | 列車等級 | 始發車站 | 始發時間 | 本車站 | 離站時間 | 終到車站 | 終到時間 | 剩餘行車時間 |
| -------- | -------- | -------- | -------- | ------ | -------- | -------- | -------- | ------------ |
| 811      | 客       | 株洲     | 14:48    | 田心   | 14:59    | 怀化     | 次日6:42 | 15:43        |
| 812      | 客       | 怀化     | 15:58    | 田心   | 07:58    | 株洲     | 8:08     | 0:10         |

## 事件
- 1968年1月6日，株洲开往韶山的3次列车（后改为韶3次）在行至田心站时，数百名前往韶山参观的学生因列车严重超员而涌入行李车，并与列车工作人员发生争执，导致值勤检车员被打伤，车辆段群众组织头目借机扩大事态，制造停车事件，导致京广、浙赣、湘黔三大干线中断行车3天，直接经济损失1028万余元。[7]:41